# 瘤梗孢属
瘤梗孢属（学名：Phymatotrichopsis）是根盘菌科下的一个属。

## 下属物种
本属包括以下物种：
- 棉根腐病菌 Phymatotrichopsis omnivora (Duggar) Hennebert